# Haltepunkt Lößnitzgrund
Der Haltepunkt Lößnitzgrund ist eine Betriebsstelle am Streckenkilometer 3,51 der Schmalspurbahn Radebeul Ost–Radeburg (Lößnitzgrundbahn). Der heutige Haltepunkt befindet sich im namensgebenden Lößnitzgrund auf dem Stadtgebiet von Moritzburg in Sachsen, im Stadtteil Reichenberg.
Die bis November 2011 noch vorhandenen Anlagen und Hochbauten der Betriebsstelle repräsentierten insbesondere den Bauzustand der 1920er Jahre, als der Haltepunkt zum Bahnhof ausgebaut worden war.
Das Kulturdenkmal war in der Radebeuler Denkmaltopografie sowie bis 2012 im Verzeichnis der Kulturdenkmale der Stadt Radebeul erfasst; heute ist es als Bestandteil der denkmalgeschützten Sachgesamtheit der Lößnitzgrundbahn dem Stadtteil Reichenberg der Stadt Moritzburg zugeordnet.

## Geschichte

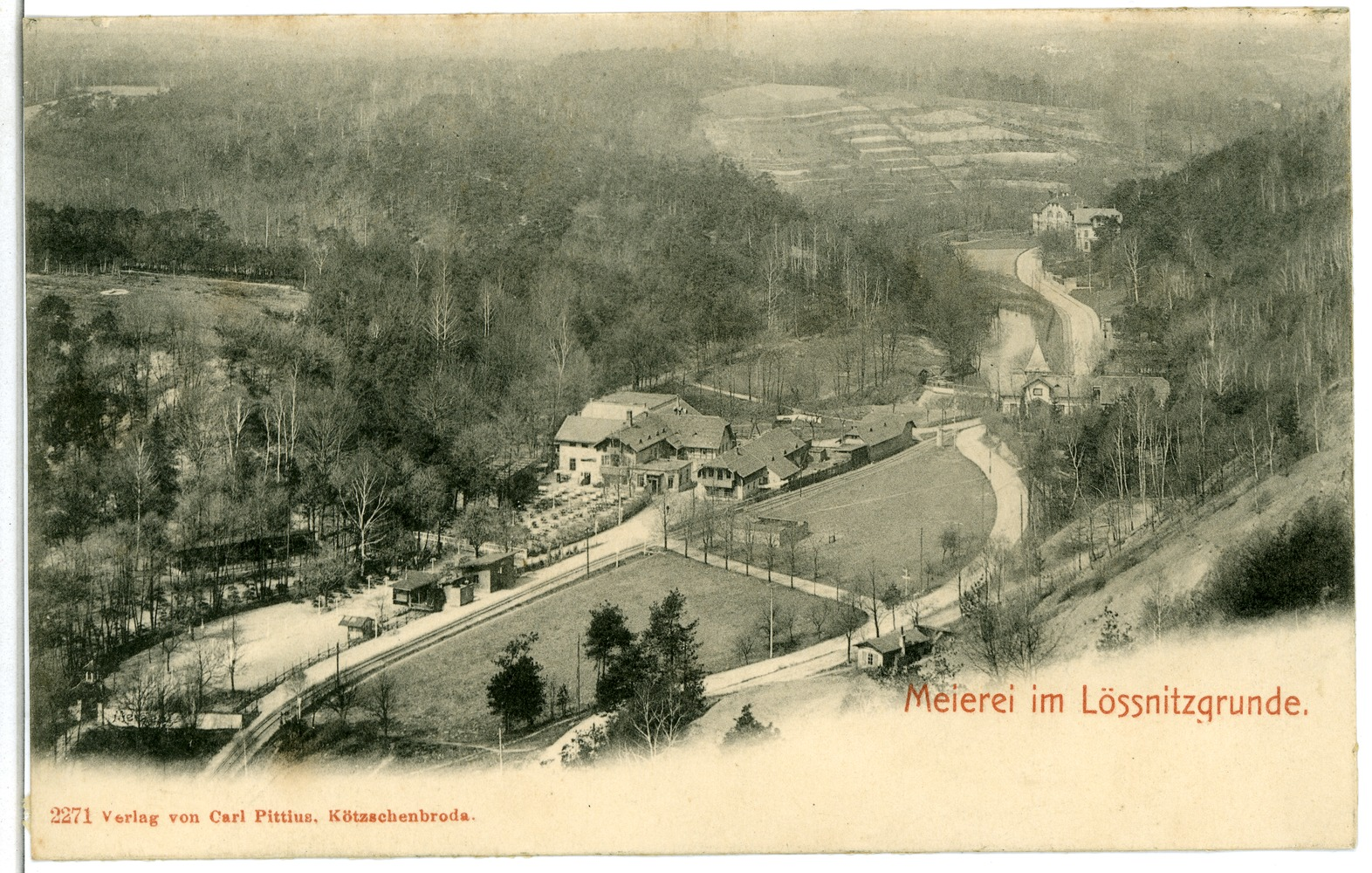
Hp Lößnitzgrund und Meierei, 1902

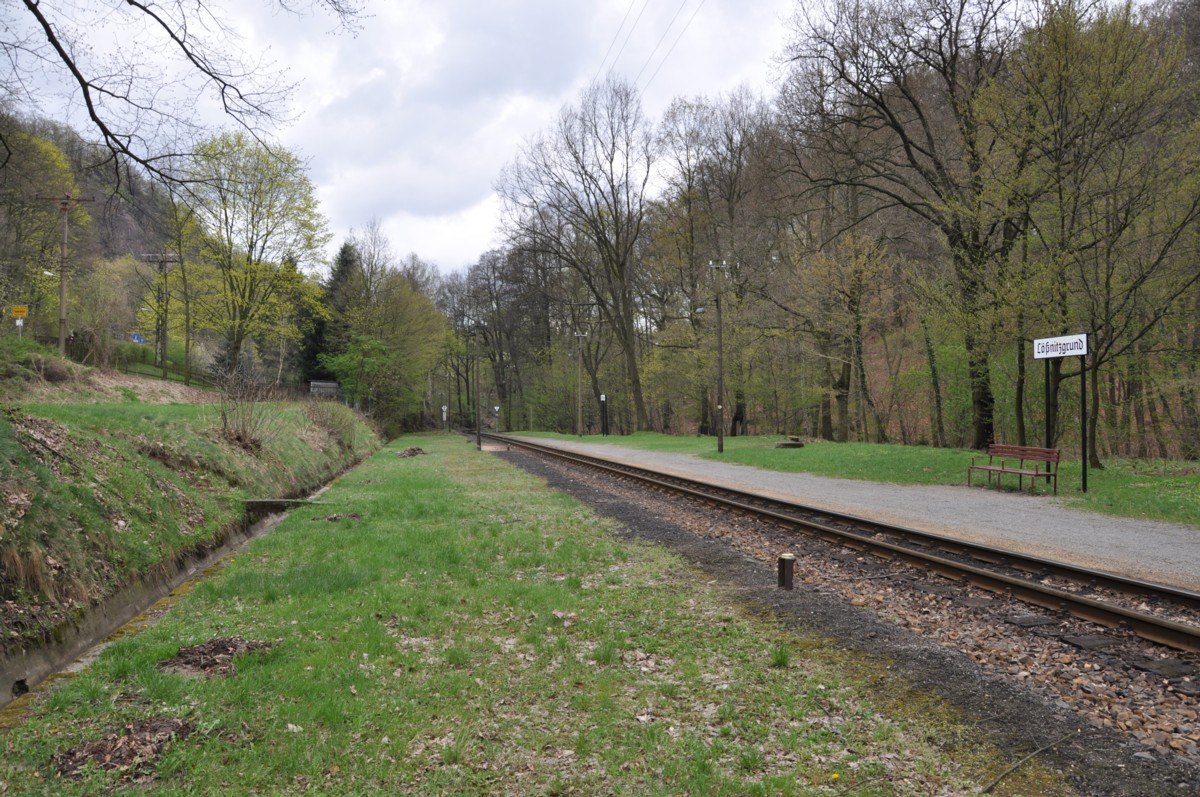
Das Planum des ehemaligen Kreuzungsgleises ist noch gut erkennbar. (2011)

Der Haltepunkt Lößnitzgrund besteht seit der Eröffnung der Schmalspurbahn am 15. September 1884. Im Ursprungszustand gab es nur einen durch Gaslaternen beleuchteten Bahnsteig. Hochbauten existierten nicht.
Als die Frequentierung mit Reisenden insbesondere durch die nahe gelegene, 1882 eröffnete Ausflugsgaststätte Meierei stark zunahm, errichtete man 1897 eine erste offene Wartehalle. Das verbretterte Holzhäuschen war ein Typenbau mit einer Grundfläche von 25 m². Gleichzeitig entstand auch ein „Freiabtritt“. Mit der Eröffnung des Bilzbades im Jahre 1905 stieg die Bedeutung des Haltepunktes noch weiter an.
Im Sommer 1921 bekam der bisherige Haltepunkt ein zweites Gleis, sodass fortan Zugkreuzungen möglich waren. Die Wartehalle vergrößerte man um einen Dienstraum mit Fahrkartenausgabe. Betrieblich war Lößnitzgrund nun ein Bahnhof. Die baulichen Anlagen wurden später noch um einen alten Güterwagenkasten ergänzt, den die Bahnmeisterei als Lagerraum nutzte.
Nach dem Zweiten Weltkrieg wurde das zweite Gleis kaum mehr für Zugkreuzungen genutzt. Ab dem Jahr 1950 war Lößnitzgrund deshalb wieder ein Haltepunkt. Das zweite Gleis diente dann noch zeitweise als Anschlussgleis des Elektrizitätswerkes Niederlößnitz, 1966 baute man es ab. Der Freiabtritt verschwand um 1960.
Nach der Wende wurde der zu Moritzburg gehörende Zwickel im Lößnitzgrund im Zuge von Flächenausgleichen durch die Stadt Radebeul übernommen, nicht jedoch das Bahngelände.
Im Jahr 2008 hielten am Haltepunkt Lößnitzgrund bis zu acht Reisezugpaare der Sächsischen Dampfeisenbahngesellschaft (SDG) täglich. 2022 sind es sieben Zugpaare. Heute wird er nur noch von wenigen Reisenden genutzt.
Im November 2011 wurde ohne zuvor eingeholte denkmalschutzrechtliche Genehmigung die denkmalgeschützte Bahnsteigbeleuchtung durch moderne Leuchten ersetzt. Ebenfalls wurde ohne zuvor eingeholte Zustimmung der Denkmalschutzbehörde der historische Bahnsteig durch die Ausstattung mit Betonpflaster und Blindenleitstreifen modernisiert. Nach Einleitung eines Ordnungswidrigkeitenverfahrens und aufgrund einer Petition wurde die SDG gezwungen, einen Denkmalbeirat einzusetzen. Zudem wurde durch das zuständige Denkmalamt eine Rückbauverfügung erlassen.

## Beschreibung
Die heute denkmalgeschützte „Station“ besteht aus einer verbretterten Wartehalle in Fachwerkkonstruktion nebst benachbarten technischen Anlagen.
Bestandteile des Kulturdenkmals waren bis zum ungenehmigten Umbau ebenfalls die Bahnsteigbeleuchtung, Bänke sowie eine Wasserpumpe. Teile des Denkmals gingen bis in das Jahr 1895 zurück.

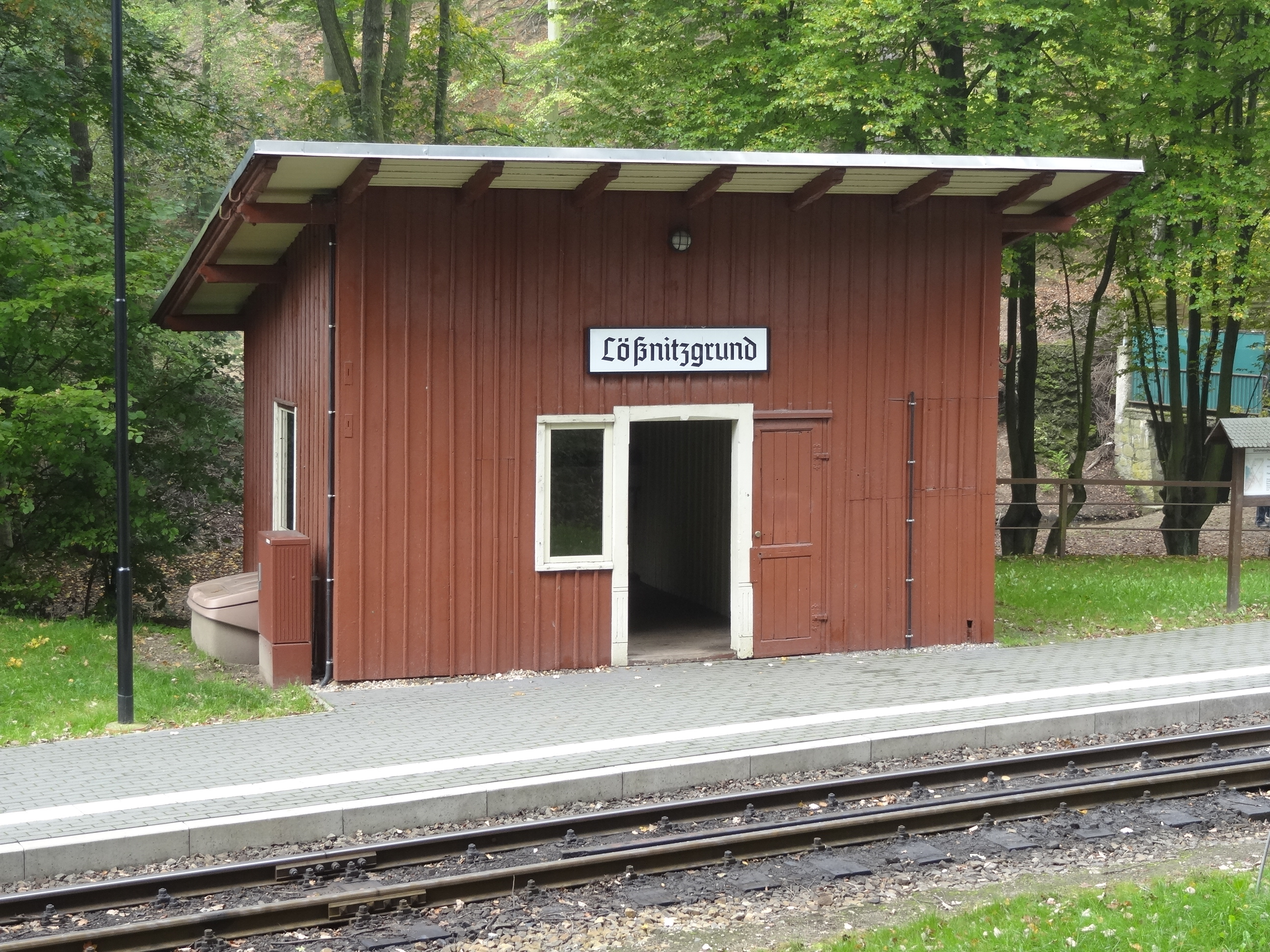
Wartehalle
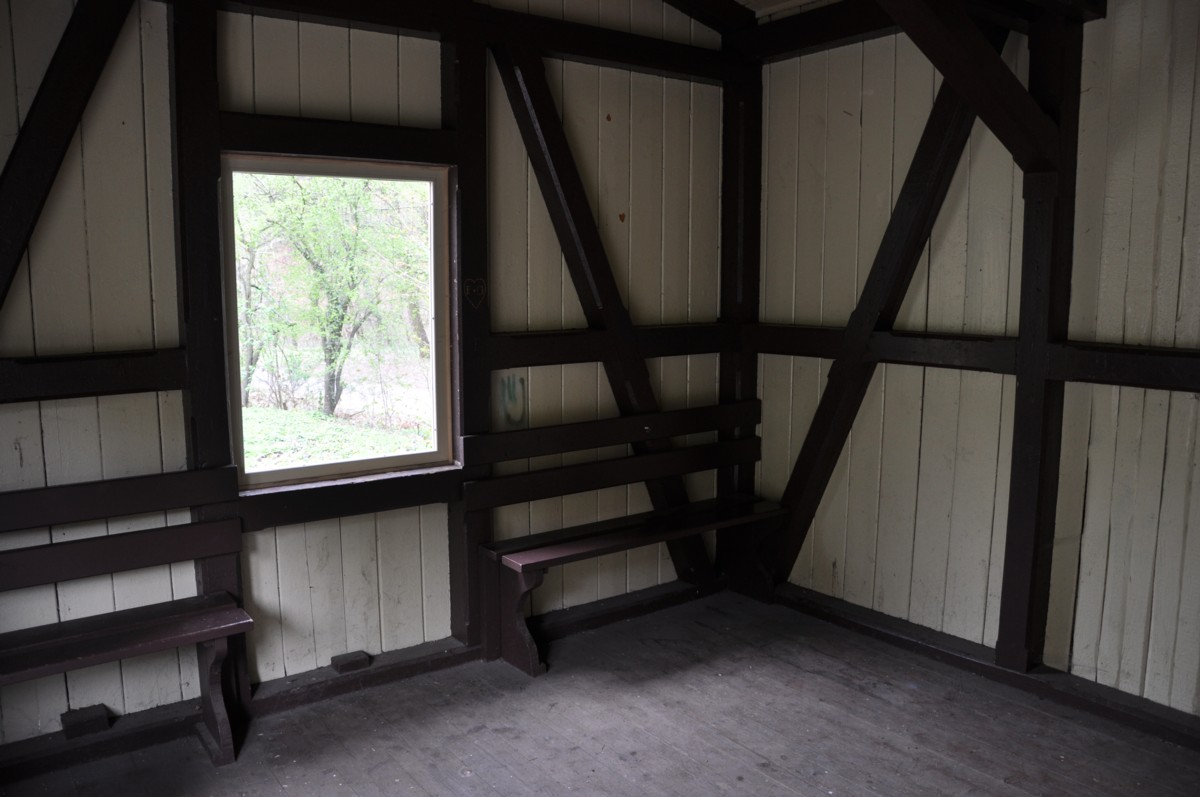
Innenraum der Wartehalle
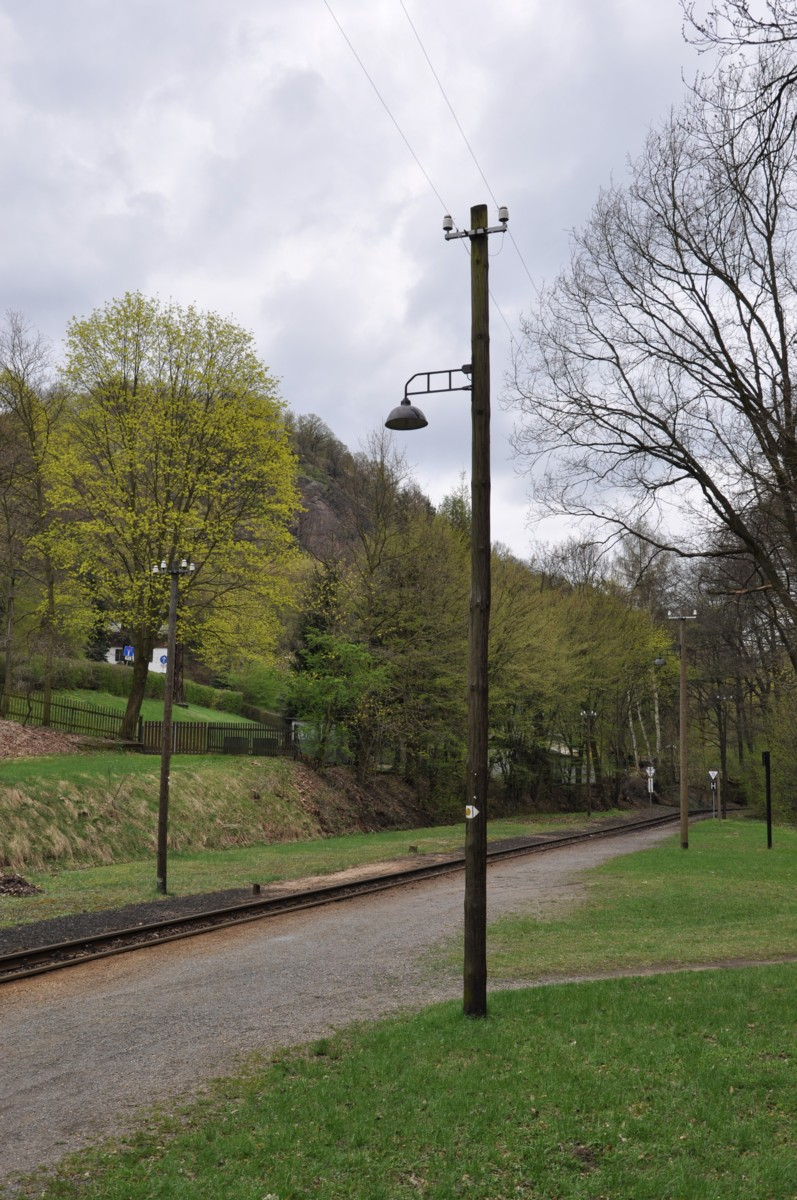
Denkmalgeschützte Bahnsteigbeleuchtung vor November 2011
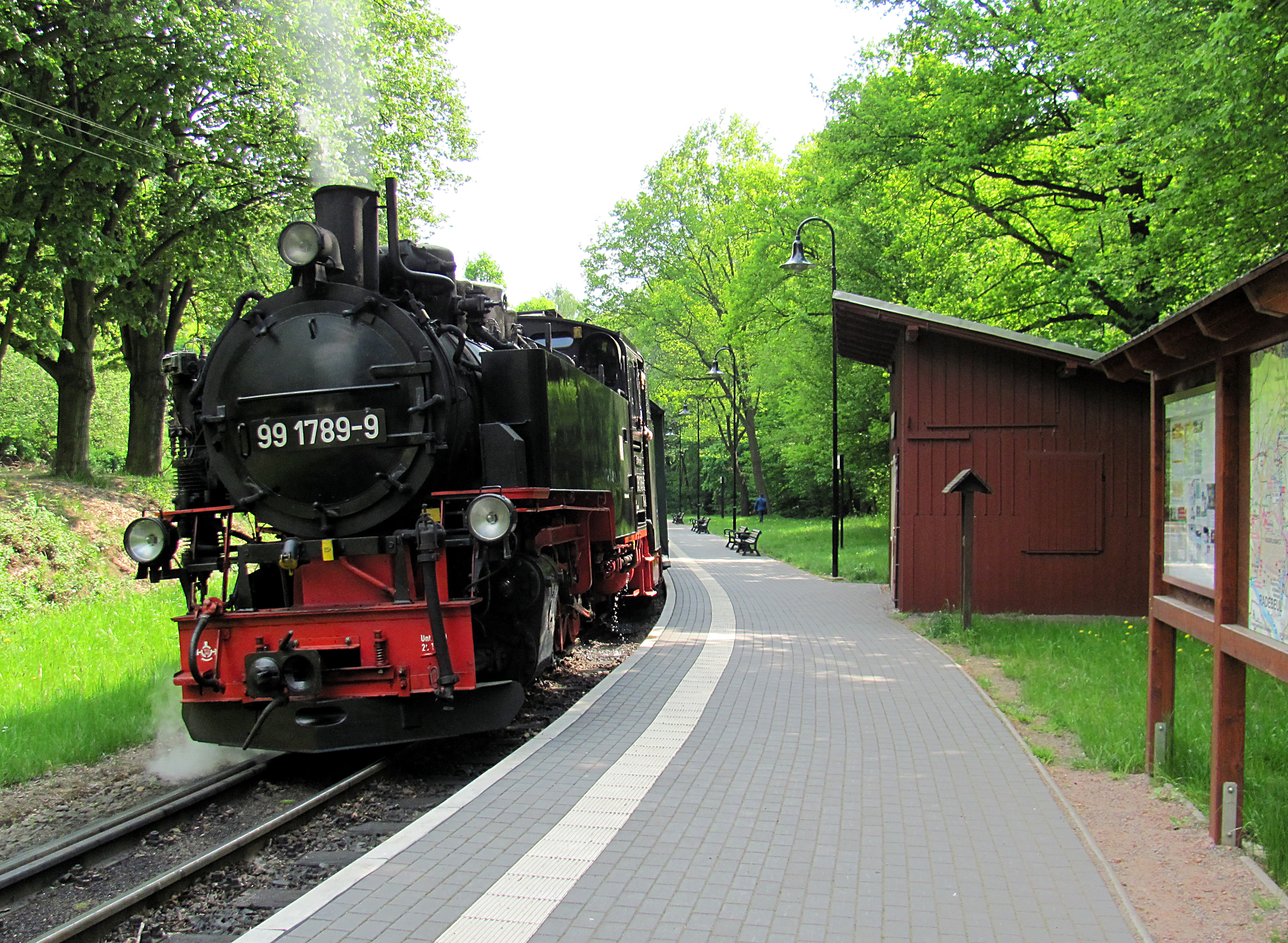
Befestigter Bahnsteig, auch die Beleuchtung wurde erneuert (2014)